# Gonomyia (Leiponeura) sparsipuncta
Gonomyia (Leiponeura) sparsipuncta is een tweevleugelige uit de familie steltmuggen (Limoniidae). De soort komt voor in het Australaziatisch gebied.